# الأفارقة العالميون
الأفارقة العالميون عبارة مستحدثة عن من ينتسبون إلى أفريقيا والعالم في ذات الوقت. وهو مصطلح مشتق من اسم إفريقيا والكلمة اليونانية القديمة πολίτης ("بوليتيس")، والتي تعني "مواطن"(نفسها منبوليس، "مدينة") وهي محاولة لإعادة تعريف الظواهر الأفريقية من خلال التركيز على تجارب المواطنين العاديين في أفريقيا من ناحية، وإعادة تصور علاقة الشتات الأفريقي بالقارة الأفريقية من ناحية أخرى. نزع المفاهيم التاريخية الحديثة من الهويات الإفريقية. وكان الكاتب تاي سيلاسي والعالم السياسي أشيل مبمبي من أول من استعملوا اللفظ الموضوع لهذا المعنى في بعض اللغات (أفروبوليتان).

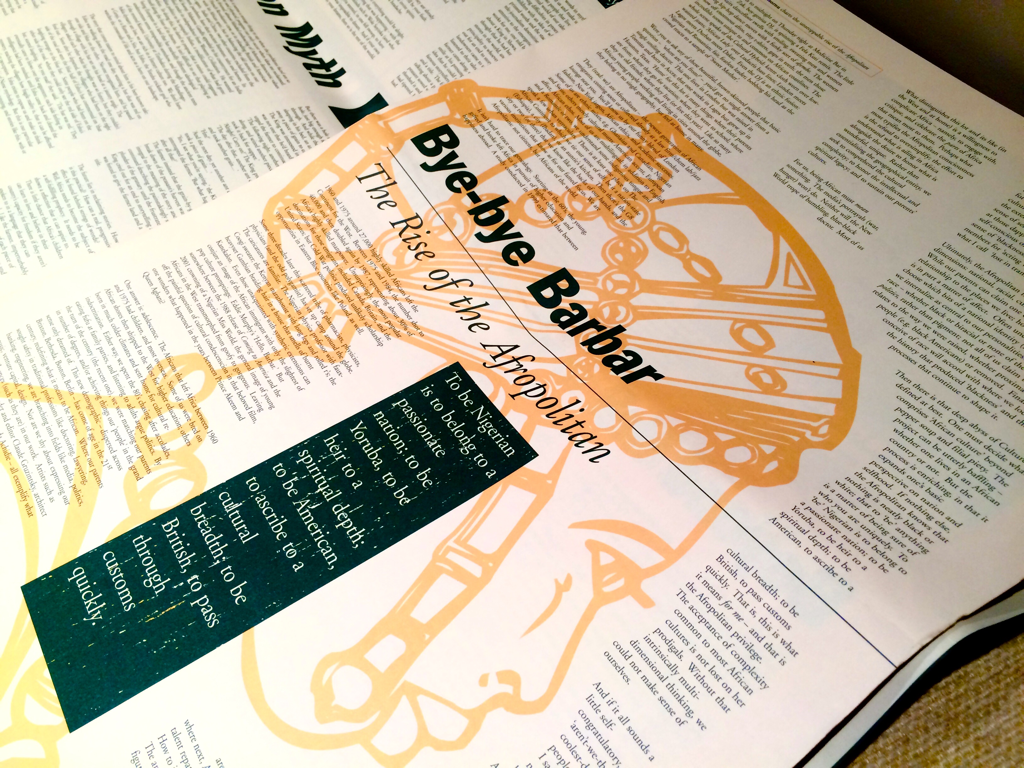
Bye-bye Barbar, the Rise of the Afropolitan.png

## نظرة عامة
انتشر المصطلح في عام 2005 من خلال مقال واسع الانتشار بعنوان "وداعا، بابار: صعود الأفروبوليتان" للمؤلف تايي سيلاسي. نُشر المقال في مارس 2005 في العدد الأفريقي من مجلة LIP Magazine، يحدد المقال الهوية والحساسية والخبرة الأفروبولية. إن انتقادات الموجهة للأفروبوليتان، كما صورتها سيلاسي في باي باي، بابار، تدين نخبويتها ونهجها المنحاز للطبقة. صرحت سوزان جيرمان أن الأفروبوليتان لسيلاسي هي ادمان على حياة الحضرية إضافة لكونها وظيفه دولية. ومع ذلك، فإن المقال مهم في مناقشة المكان الذي يتناسب فيه المهاجرون الأفريقيون مع الطيف الأفريقي. يقترح كنودسن ورهبيك أن وداعا، بابار "جزء لا يتجزأ [في] المحادثة المستمرة حول العلاقة بين الهوية والفردية" بالطريقة التي "تتحدث بها إلى الفرد" الذي قد يشعر بالوحدة لان ليس لديهم "تسميات أو هويات" لفهم موقعهم في العالم. في عام 2006 أعيد نشر المقال من قبل معرض مايكل ستيفنسون في كيب تاون، وفي عام2007 من قبل ذا نيشن في نيروبي، وحينها أصبح هذا المقال شائعًا. بعد عامين من "وداعا، بابار (أو: ما هو الأفروبولاني؟)" جاءت القطعة القصيرة لمبمبي بعنوان "الأفروبولية"٬ التي ساهمت في مجموعة مقالات بعنوان أفريقيا ريميكس - الفن الحديث للقارة Africa Remix - Modern Art of a Continent التي صاحبت معرضًا متجولًا يحمل الاسم نفسه. يقدم مبمبي فكرته عن الأفروبوليتانية على أنها طريقة أفريقية كاملة للوجود. تتضمن هذه النزعة الأفروبولية فحصًا ناقداً لأفريقيا والعالم. يعتبر التنقل البشري أمرًا أساسيًا لمفاهيم سيلاسي و مبمبي عن الأفروبوليتانية. على عكس سيلاسي، الذي يأخذ مفهومه المعاصر عن الأفروبوليتانية من العقدين الأخيرين والحركة البشرية التطوعية، يجد مبمبي أن الحركة القسرية - التي تعتبر تجارة الرقيق عبر المحيط الأطلسي مثالًا صارخًا عليها - قادرة على أن تؤدي إلى طريقة أفريقية للوجود أيضًا. يؤكد مبمبي أن الناس في القارة الأفريقية لديهم دائمًا عناصر مختلطة من مختلف الثقافات والمعتقدات وطرق الوجود. تؤدي الحركة (من وإلى القارة وعبرها) واللقاءات بشكل طبيعي إلى السمة الأساسية للعقيدة الأفروبولية: "اتساع الأفق"، الذي يتيح للتفكير الإبداعي والنقدي بالمواضيع المتعلقة بالسياقات المحلية والعالمية.
بعد تداول مقالات سيلاسي ومبيمبي حول الأفروبوليتانية، اكتسب المصطلح وضوحًا بشكل رئيسي في الأعمال الأدبية لشيماماندا نغوزي أديتشي وتيجو كول ونوفوليت بولاوايو وعدد من المؤلفين المشاهير الآخرين. أما الآن تستخدم في العديد من المجتمعات والفنانين والمنشورات، مصطلحات الأفروبوليتانية وأبرزها الشبكة الأفروبولية، التجربة الأفروبولية، مسرح التراث الأفروبوليتان، المجموعة الأفروبولية ، أفروبوليتان برلين، وجنوب مجلة أفريقيا الأفروبولية. في يونيو 2011 استضاف متحف فيكتوريا وألبرت "الجمعة المتأخرة: الأفروبوليتان" في لندن. في سبتمبر 2011، عقد متحف هيوستن للثقافة الأمريكية الأفريقية ندوة "الأفارقة في أمريكا: الإيقاع الجديد للأفروبوليتانيين"، شارك فيها المؤلف تيجو كول والموسيقي ديريك أشونج والفنان وانجيتشي موتو إلى جانب سيلاسي . وأصدر أشونج ألبومًا على الإنترنت مع مجموعة Soulfège في عام 2011 بعنوان "أفروبوليتان". اقترح  بليتز ذا امباسادور في عام 2013 إصدار القرص المضغوط "احلام الأفروبوليتان". أما أيدي بانتو فقد كان المؤلف المشارك لسلسلة الحفلات الموسيقية الشهرية مشاعر أفروبوليتان التي تقام في Freedom Park Lagos، نيجيريا.
يهيمن على الخطاب الأفروبولاني عدد قليل من المتحدثين الرسميين البارزين. فيما يتعلق بأعمال الفنانين المشهورين، نُوقشت الأفروبوليتانية في الغالب بالإشارة طبيعة العلاقة بين إفريقيا والولايات المتحدة، مما ينقل صورة متضائلة للتنوع الفعلي والتعقيد للتعبيرات الأفروبولية في سياقات مختلفة. ولكن يمكن العثور على المزيد من التنوع: يتناول مقال بيرجيت نيومان عن رواية إيفون أديامبو أوور (الغبار Dust) التداول الذي تم تجاهله بالكامل تقريبًا للأفارقة داخل إفريقيا. تقدم رواية Biskaya للمؤلف الألماني الأسود شورز رند  منظورًا غريبًا وتأخذ الأفروبوليتانية إلى السياق الألماني. وتدعو رواية إم جي فاسانجي "المنزل كان كارياكو" إلى مناقشة تمثيل الآسيويين في الرواية الأفروبولية.

## الأدب الأفروبولاني
هناك موجة جديدة من الأدب كتبه كتاب أفارقة، بما في ذلك المهاجرين الأفارقة الجدد إلى الغرب، تدعي أنها تعيد تعريف التجربة الأفريقية في عالم اليوم. وأشهر الروايات الأفروبولية هي رواية للكاتبة الآمريكاناية شيماماندا نغوزي أديشي ورواية المدينة المفتوحة لتيجي كول.

## انظر ايضاً
- Afrophilia
- Afrophilya
- Afrofuturism
- Africanfuturism